# Euchone velifera
Euchone velifera är en ringmaskart som beskrevs av Banse 1972. Euchone velifera ingår i släktet Euchone och familjen Sabellidae. Inga underarter finns listade i Catalogue of Life.